# Politiestrafwet
De Politiestrafwet is een Surinaamse strafwet. Het is de wet van 29 november 1915, tot vaststelling van een Politiestrafwet. Zij bestraft de lichtere strafbare feiten. Uit de opschriften van de verschillende hoofdstukken van de wet blijkt dat de in deze wet opgenomen strafbare feiten overtredingen zijn.
De Politiestrafwet bepaalt straffen voor onder andere:
- het niet rein houden van zijn woning en van de onmiddellijke omgeving (artikel 39);
- sluikstorten (artikel 39 a);
- het vrijwillig huisvesting of nachtverblijf verlenen aan iemand, die kennelijk geen middel van bestaan heeft en niet gewoon is enig ambacht of beroep uit te oefenen (artikel 43);
- jagen of vissen zonder vergunning (artikel 44);
- het vangen van vis door bedwelming (artikel 45);
- het bij gelegenheid van een optocht of demonstratie of van een druk verkeer of een opeenhoping van mensen op de openbare weg niet voldoen aan een bevel van de politie, gegeven in het belang der openbare orde om door te lopen, stil te staan of zich in een bepaalde richting te begeven of te verwijderen (artikel 50);
- het verontreinigen van het water in een put, watergat of trens of in het algemeen enig waterreservoir, dat tot drink- of waswater dient (artikel 51);
- het het uitoefenen van het beroep van omroeper zonder vergunning (artikel 52);
- het zonder vooraf verkregen vergunning te Paramaribo van de Districts-Commissaris van het Stadsdistrict en in een district van de Districts-Commissaris gedrukte of geschreven stukken, tekeningen of prenten in het openbaar aanplakken, openlijk tentoonstellen of aanslaan, ook dan wanneer deze van de namen van de schrijver, de drukker, de tekenaar of de plaatsnijder voorzien zijn (artikel 53);
- te Paramaribo, zonder vooraf verkregen vergunning van de procureur-generaal straatpredikaties houden (artikel 54);
- het vuurwerk, waaronder begrepen zijn zwermers, voetzoekers, bengaals vuur of dergelijke, afsteken zonder vergunning (artikel 55);
- door middel van een toestel, bestemd tot of in gebruik voor het hoorbaar maken van muziek of van de menselijke stem, hetzij in de buitenlucht, hetzij in een afgesloten ruimte, voor de omgeving hinderlijk geluid maken (artikel 56);
- op de openbare weg spelen om geld of spelen met kaarten, geld of dobbelstenen (artikel 57);
- zonder voorzien te zijn van een schriftelijke vergunning te Paramaribo van de Districts-Commissaris van het Stadsdistrict en in de districten van de Districts-Commissaris, op de openbare weg of aan de huizen inzamelingen van geld houden (artikel 58);
- het 's nachts gevonden worden liggende op een openbare straat, weg of plein of op een aan een straat gelegen stoep (artikel 62);
- tippelen door prostituees (artikelen 65 en 66);
- zich zonder vergunning gemaskerd of verkleed op de openbare straat vertonen (artikel 71);
- op de openbare weg een spel spelen ten gevolge waarvan voor personen of goederen gevaar, nadeel of ongerief kan ontstaan (artikel 74);
- op de openbare weg vechten of aldaar aan een vechtpartij deelnemen (artikel 75);
- het enig gevonden voorwerp, waarop men geen recht kan laten gelden, tot zich nemen en dit niet onverwijld inleveren bij of daarvan kennis geven aan de politie of het hoofd van de plantage, de vestigingsplaats of de onderneming, waar het voorwerp gevonden is (artikel 76);
- zijn huis of erf te Paramaribo, te Nieuw-Nickerie of te Albina boven de hoofdingang niet op van de openbare straat duidelijk leesbare wijze voorzien van het huisnummer en de wijkletter (artikel 77).

Een belangrijk artikel voor het milieurecht is artikel 39 a van de Politiestrafwet.
Dit artikel 39 a luidt als volgt:
'Art. 39a. Hij, die vuilnis, afval of andere hem toebehorende zaken nederwerpt, stort of plaatst, dan wel doet nederwerpen, storten of plaatsen op een voor het openbaar verkeer openstaande weg en de daarbij behorende voetpaden, in een voor het publiek toegankelijke tuin of park, in een voor de afwatering bestemde of daartoe dienende gracht, trens of kreek of op een ander dan van overheidswege daartoe aangewezen tot het domein behorend perceel of land, wordt gestraft met hechtenis van ten hoogste twee maanden of geldboete van ten hoogste eenduizend gulden.'